# Howard Fast
Howard Melvin Fast, född 11 november 1914 i New York i New York, död 12 mars 2003 i Greenwich i Connecticut, var en amerikansk författare, främst känd för den historiska romanen Spartakus. Han härstammade från ukrainsk-judiska invandrare. Hans tidiga historiska romaner (I frihetens namn, Sista gränsen och Frihetens väg) hälsades som mästerverk av kritikerna. Eftersom hans romaner hyllade friheten, utsågs han 1942 till huvudförfattare för Voice of Americas radiosändningar till det ockuperade Europa. 1945 reste han som krigskorrespondent i Asien. Men 1947 kallades han som vittne inför kongressens utskott för oamerikansk verksamhet. Han vägrade att namnge andra kommunistsympatisörer och blev då fängslad.
Efter fängelsestraffet ville inget förlag publicera hans romaner. Spartakus tvingades han publicera på eget förlag. Han var fortfarande aktiv kommunist. Han grundade World Peace Movement och var 1950-1954 ledamot av World Peace Council och mottog 1954 Stalins internationella fredspris. Först efter Ungernupproret 1956 bröt Fast med kommunistinternationalen.
Under pseudonymen E.V. Cunningham skrev Fast psykologiska thrillerromaner.

## Verk (på svenska)
- I frihetens namn (översättning Sten Söderberg, Geber, 1941) (Conceived in liberty)
- Tom Paine (översättning Nils Jacobsson, Geber, 1945) (Citizen Tom Paine)
- Amerikanen: roman från mellanvästern (översättning Olle Moberg, Arbetarkultur, 1948) (The American)
- Strejken i Clarkton: roman (översättning Arthur Magnusson, Arbetarkultur, 1949) (Clarkton)
- Frihetens väg (översättning Arthur Magnusson, Arbetarkultur, 1950) (Freedom road)
- Mina ärorika bröder (översättning Olle Moberg, Arbetarkultur, 1951) (My glorious brothers)
- Spartakus (översättning Olle Moberg, Arbetarkultur, 1953) (Spartacus)
- Sista gränsen (översättning Nils G. Holmberg, Arbetarkultur, 1956) (The last frontier)
- Immigranterna (översättning Sven Hallén, Bonnier, 1978) (The immigrants)
- Arvtagarna (översättning Sven Hallén, Bonnier, 1979) (Second generation)
- De framgångsrika (översättning Sven Hallén, Bonnier, 1980 (The establishment)
- Arvet (översättning Sven Hallén, Bonnier, 1982) (The legacy)
- Max (översättning Sven Hallén, Bonnier, 1983) (Max)
- Immigrantens dotter (översättning Sven Hallén, Bonnier, 1986) (The immigrant's daughter)

Under pseudonymen E.V. Cunningham
(Översättning Ingrid Berglöf, förlag B. Wahlström, om ej annat anges)
- Ingen nåd för Shirley (1966) (Shirley)
- Till varje pris, Penny (1967) (Penelope)
- Bränn inte fingrarna, Lydia! (1967) (Lydia)
- Sylvia (översättning Gun Årestad, 1967) (Sylvia)
- Stå ditt kast, Helen (översättning Barbro Johansson, 1968) (Helen)
- Alice (1968) (Alice)
- Säg sanningen Susanne (1969) (Phyllis)
- Bara lånta fjädrar (översättning Majken Cullborg, 1971) (Margie)
- Falska försäkringar (översättning Gunilla Banck, 1971) (Cynthia)
- Mördaren som gav upp (översättning Ulf Schöldström, Lindqvist, 1971) (The assasin who gave up his gun)
- Du ska dö, Sally (översättning Gabriel Setterborg, 1972) (Sally)
- Mördande konkurrens (översättning Solveig Karlsson, 1972) (Samantha)
- Ett farligt bud (översättning Saga Gripenberg, 1974) (Millie)

## Filmatiseringar
- 1948 Kvinnan i vildmarken, byggd på Fasts novell Rachel and the stranger, regisserad av Norman Foster och med Loretta Young i huvudrollen
- 1960 Spartacus, regisserad av Stanley Kubrick och med Kirk Douglas i titelrollen
- 1963 Man in the Middle, byggd på romanen "The Winston affair", regisserad av Guy Hamilton
- 1965 Sylvia, regisserad av Gordon Douglas och med Carroll Baker i titelrollen
- 1965 Mirage, byggd på romanen "Fallen angel", regisserad av Edward Dmytryk och med Gregory Peck i huvudrollen
- 1966 Penelope... min tjuvaktiga fru, byggd på romanen "Penelope", regisserad av Arthur Hiller och med Natalie Wood i titelrollen